# Hrabstwo Thomas (Georgia)

Piramida wieku hrabstwa

Hrabstwo Thomas (ang. Thomas County) – hrabstwo w stanie Georgia w Stanach Zjednoczonych. Jego siedzibą administracyjną jest Thomasville.
Hrabstwo zostało założone w 1825 roku. Nazwa hrabstwa pochodzi od nazwiska Jett Thomas (1776–1817), generała, bohatera wojny 1812.

## Geografia
Według spisu z 2010 obszar całkowity hrabstwa obejmuje powierzchnię 552,08 mil2 (1430 km²), z czego 548,30 mil2 (1420 km²) stanowią lądy, a 3,78 mil2 (10 km²) stanowią wody.

### Miejscowości
- Boston
- Coolidge
- Ochlocknee
- Thomasville

### Sąsiednie hrabstwa
- Hrabstwo Colquitt – północny wschód
- Hrabstwo Brooks – wschód
- Hrabstwo Jefferson na Florydzie – południe
- Hrabstwo Leon na Florydzie – południowy zachód
- Hrabstwo Grady – zachód
- Hrabstwo Mitchell – północny zachód

## Demografia
Według spisu z 2020 roku liczy 45,8 tys. mieszkańców, co oznacza wzrost o 2,4% w porównaniu z poprzednim spisem z roku 2010. Według danych pięcioletnich z 2021 roku 60,6% to biali (57,5% nie licząc Latynosów), 36% czarnoskórzy lub Afroamerykanie, 1,6% miało rasę mieszaną, 1% Azjaci i 0,7% to rdzenna ludność Ameryki. Latynosi stanowili 4,1% populacji hrabstwa.

## Religia
W 2020 roku większość mieszkańców to ewangelikalni i afroamerykańscy protestanci. Największe członkostwo zadeklarowali: baptyści (32,4%), ewangelikalni bezdenominacyjni (10,2%), metodyści (9,6%) i zielonoświątkowcy (4,3%). Katolicy, mormoni i świadkowie Jehowy stanowili łącznie mniej niż 3% populacji.

## Polityka
Hrabstwo jest przeważająco republikańskie, gdzie w wyborach prezydenckich w 2020 roku, 59,3% głosów otrzymał Donald Trump i 39,8% przypadło dla Joe Bidena. 